# Réforme protestante à Zurich

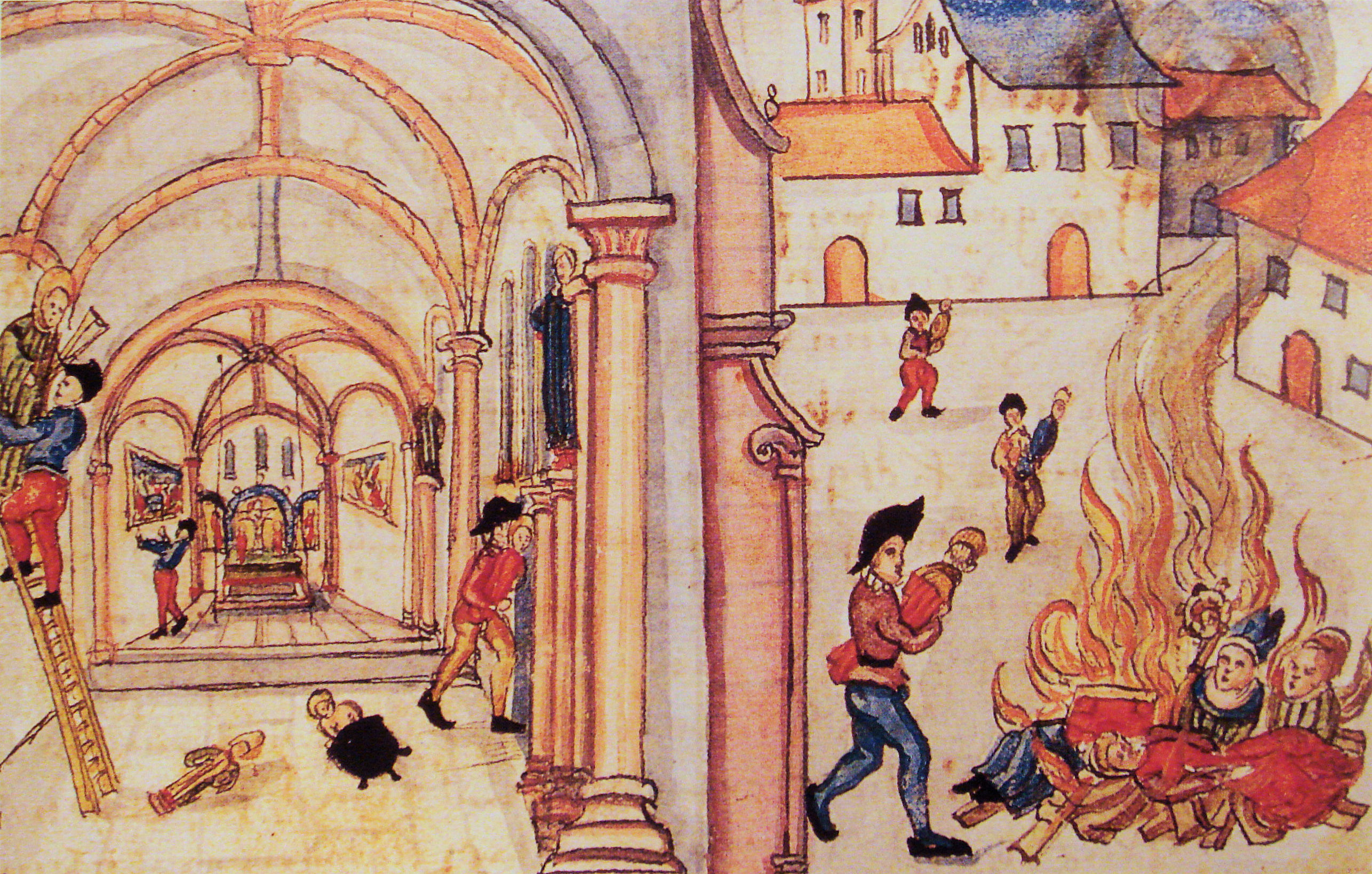
L'iconoclasme à Zurich

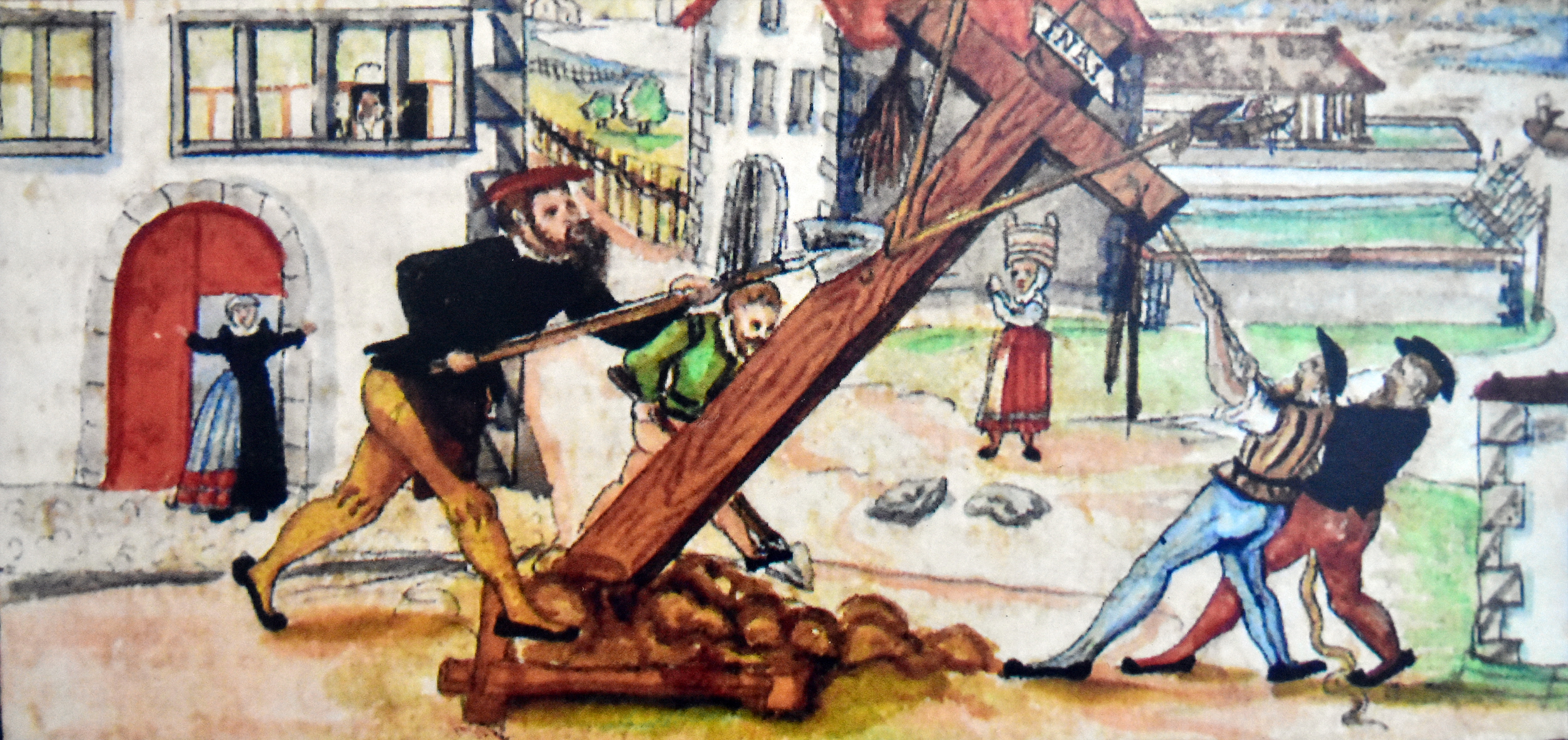
Iconoclasme à Zurich (illustration tirée de la chronique de Heinrich Bullinger de 1605).

La Réforme protestante à Zurich a été promue au départ par Ulrich Zwingli. Au début des années 1520, il gagna le soutien des magistrats de la ville de Zurich, de la princesse abbesse Catharina von Zimmern de l'abbaye de Fraumünster, de la population urbaine de Zurich et de la population rurale de l'actuel canton de Zurich. Cela conduisit d'une part à un tournant dans l'histoire et la politique de l’État de Zurich et d'autre part à la propagation des idées de la Réforme à plusieurs autres cantons de l'ancienne Confédération, et donc au lancement de la Réforme en Suisse. Cette réforme suisse ne doit rien à Luther, Zwingli ayant été essentiellement influencé par Érasme dans la formation de sa théologie, première « théologie réformée ».

## Situation à Zurich avant la Réforme
Au début de XVIe siècle, la ville de Zurich était principalement dominée par ses anciennes familles patriciennes et par les représentants des corporations qui peuplent le Kleiner Rat (le pouvoir exécutif) et le Grosser Rat — à peu près l'équivalent de comités, avait soutenu à la fin du Moyen Âge européen les très populaires ordres mendiants en leur attribuant gratuitement des parcelles de terrain à l'extérieur de la ville et avait en retour sollicité leur appui pour construire les fortifications de la ville. Les travaux de fortification de la ville avaient commencé à la fin du XIe ou au XIIe siècle. Les abbesses de l'Abbaye de Fraumünster (fondée en 873) étaient imperial representans, c'est-à-dire, de facto, les maîtresses de la république de Zurich jusqu'en 1524.
Les prieurés de Grossmünster et de Saint-Pierre étaient chargés de toutes les questions et décisions liées à la religion. Le couvent d'Oetenbach (fondé en 1321) devint également influent, car, comme dans le cas du couvent de Fraumünster, ses religieuses venaient de familles nobles. Par conséquent, les couvents féminins étaient de facto très puissants, juste par le fait qu'ils possédaient la plupart des ressources financières et des grands domaines dans le Zürichgau  (pays de Zurich). Ces terres étaient été louées à la population paysanne, qui devait livrer ses produits pour nourrir la ville de Zurich. En outre, les moulins et le droit de battre monnaie étaient détenus par l'abbaye de Fraumünster. Les marchands qui contrôlaient principalement le commerce extérieur avaient plus ou moins d'influence ; ils en gagnèrent aux 14e et 15e siècles, en entrant au Grosser Rat, et leurs 12 dirigeants dans le Kleiner Rat.

## Rupture avec le catholicisme

### Formation et arrivée de Zwingli à Zurich

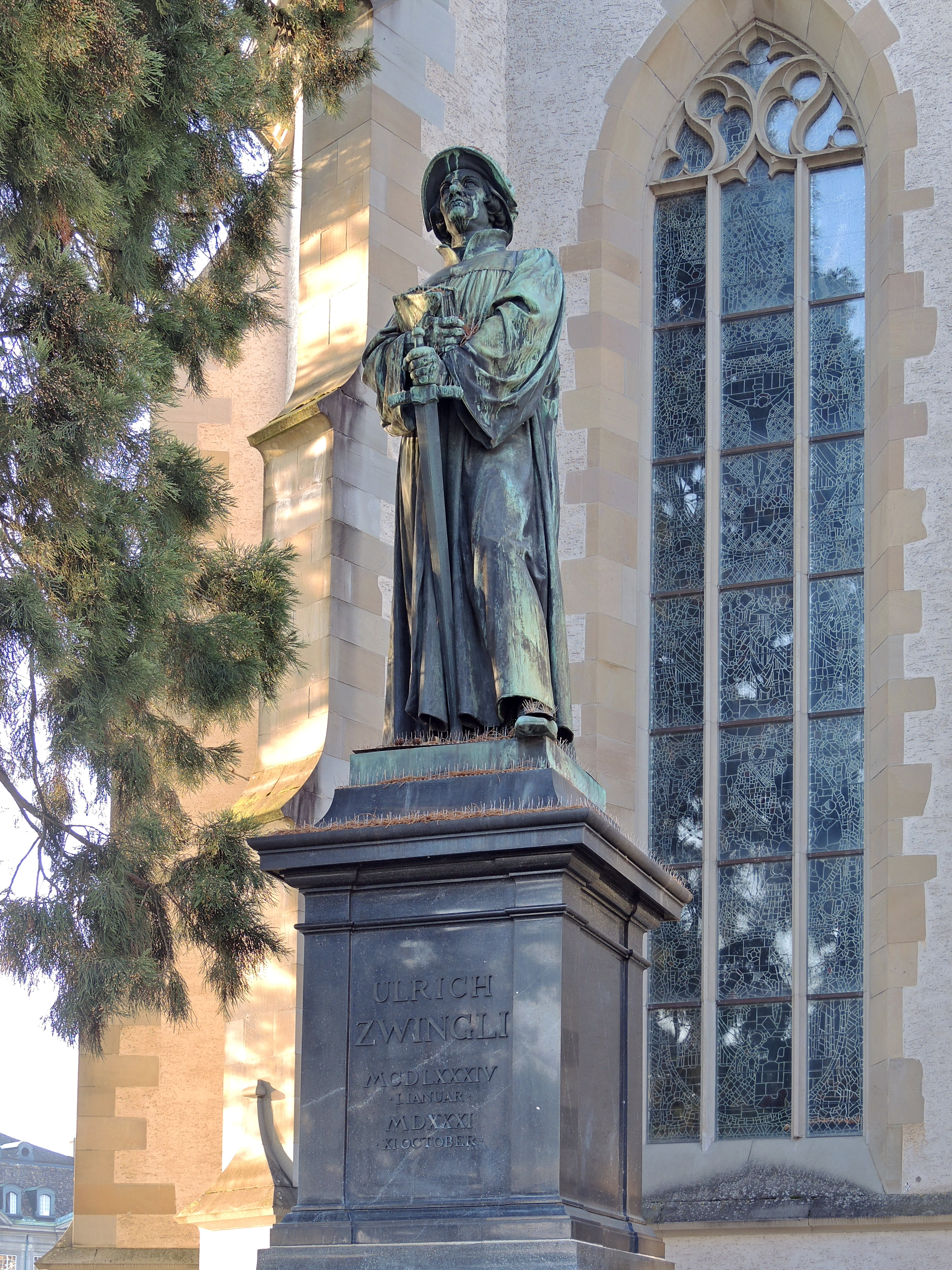
Statue de Zwingli à Wasserkirche, Limmatquai à Zurich.

Ulrich Zwingli est né le 1er janvier 1484, à l'époque de l'émergence du patriotisme suisse - la Confédération des XIII cantons est créée en 1481. Il  a étudié à l'Université de Vienne et à l'Université de Bâle, dans un climat d'humanisme de la Renaissance. En 1506, il est nommé curé de Glaris tout en continuant ses études. Ayant accompagné des mercenaires suisses comme aumônier, il prend vigoureusement position contre le système des mercenaires suisses, ce qui provoque sa disgrâce auprès de la bourgeoisie locale. Il est alors nommé à l'abbaye d'Einsiedeln, où, poursuivant toujours ses recherches et son étude du grec et de l'hébreu, il est influencé par les écrits d'Érasme. En décembre 1518, il est rappelé pour devenir le curé de la grande église de Zurich, le Grossmünster, où il prononce des prêches imprégnés d'idées sur la réforme de l'Église catholique, qui sont très suivis.
Oswald Myconius, un ami proche de Zwingli,  enseignait le latin à l'école pour femmes de la cathédrale de Fraumünster. En janvier 1519, Ulrich Zwingli commença à mettre l'Évangile au centre de la messe à l'église de Grossmünster et à traduire la Bible en allemand. Zwingli écrivit à cette époque à propos de Katharina von Zimmern : « Elle appartient au parti du Christ et ne me refuse aucun soutien. »

### Première controverse publique et déclenchement de la Réforme
Dans sa première controverse publique en 1522, prenant la défense de l'imprimeur Christoph Froschauer accusé d'avoir servi des saucisses à sa table pendant le carême, Zwingli attaque la coutume du jeûne pendant le carême. Cette affaire des saucisses marque le début de la Réforme à Zurich. Dans ses publications ultérieures, Zwingli souligne la corruption au sein de la hiérarchie ecclésiastique, promeut le mariage des prêtres, et attaque l'utilisation des images dans les lieux de culte. 

### Institutionnalisation du protestantisme helvétique
En 1523, les événements de la Réforme ont de graves répercussions sur la ville de Zurich elle-même. Après les débats à l'hôtel de ville, les églises ont été purgées de leurs images et la plupart des sculptures de saints ont été stockées dans la Wasserkirche. Puis le conseil municipal décida d'abroger les monastères. En 1525, Zwingli a introduit une nouvelle liturgie de communion qui en change le sens et de facto abolit la messe. Zwingli entre par ailleurs en conflit avec les anabaptistes, ce qui aboutit à leur persécution. La Réforme se propage ensuite à d'autres parties de la Confédération suisse, mais plusieurs cantons y résistent, préférant rester catholiques. Zwingli forme alors une alliance  des cantons réformés qui a divise la Confédération selon les appartenances religieuses. En 1529, une guerre entre les deux partis est évité au dernier moment. Pendant ce temps, les idées de Zwingli ont attiré l'attention de Martin Luther et d'autres réformateurs. Ils se rencontrent lors du Colloque de Marbourg et même s'ils sont d'accord sur de nombreux points de doctrine, ils ne peuvent se mettre d'accord sur la doctrine de la présence réelle du Christ dans l'eucharistie. En 1531, l'alliance des cantons réformés conduite par Zwingli décide de mettre en place un blocus des cantons catholiques. Ceux-ci répondent par une attaque militaire alors que la ville de Zurich est mal préparée. Zwingli fut tué dans la bataille à l'âge de 47 ans. Son héritage se perpétue dans les confessions de foi réformées, la liturgie et la discipline des Églises réformées d'aujourd'hui.

## Les anabaptistes

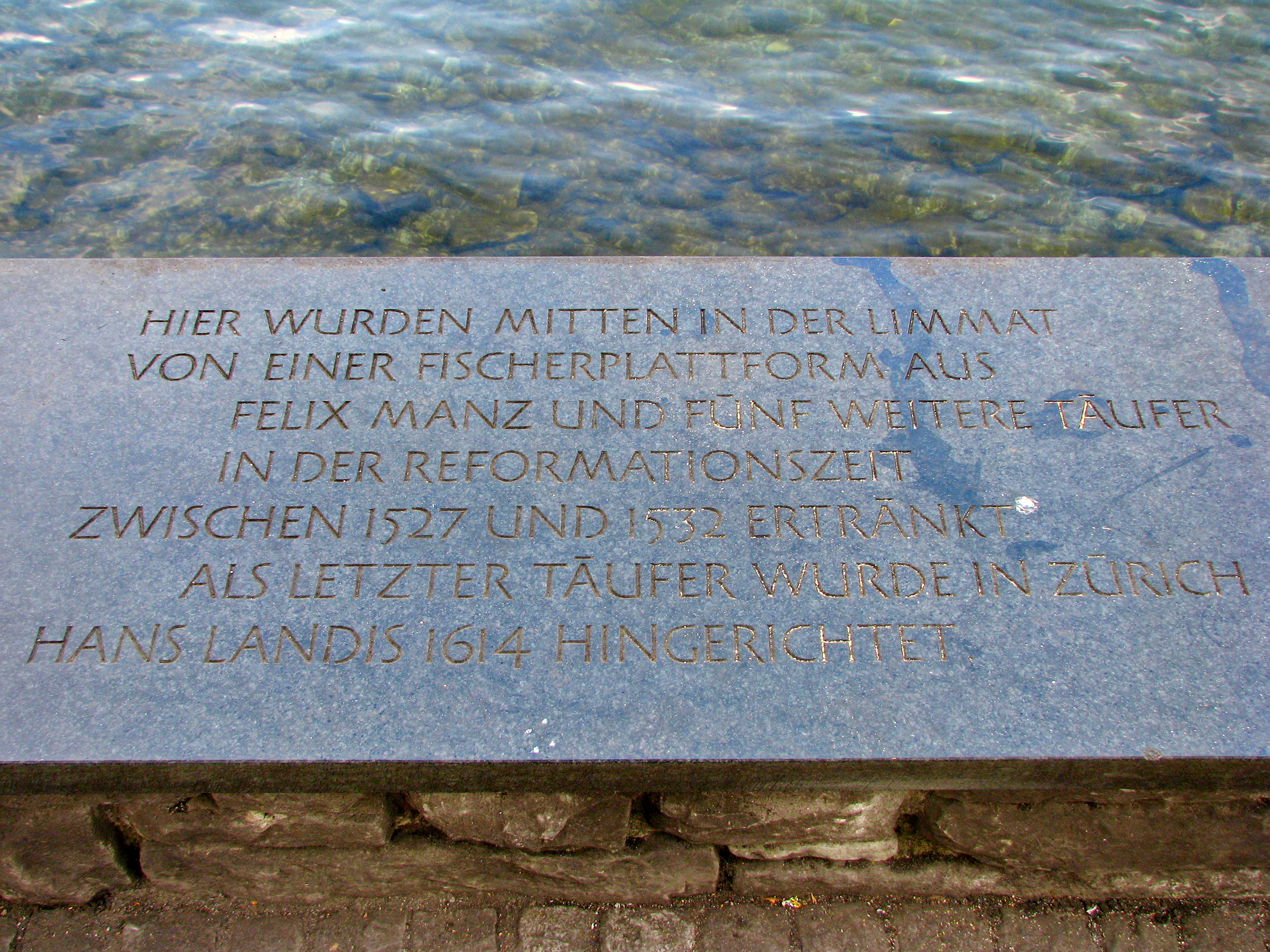
Mémorial de la plaque à Schipfe pour Felix Manz et d'autres anabaptistes assassinés par le gouvernement de Zurich.

Dès 1522, alors que Zwingli commençait à prêcher la Réforme, l'anabaptisme s'est mis en évidence. La division entre Zwingli et ses disciples les plus radicaux s'est précisée en octobre 1523, à l'occasion d'un débat alors que la messe n'avait pas encore été modifiée en pratique. Frustrés, certains de ces réformateurs radicaux ont commencé à se réunir entre eux pour étudier la Bible, et vers 1523, William Reublin commença à prêcher contre le baptême des enfants dans des villages appartenant à la République de Zurich, encourageant les parents à ne pas faire baptiser leurs enfants. Felix Manz a commencé à publier certains écrits d'Andreas Karlstadt, mais le conseil avait demandé à Zwingli de rejeter le baptême des enfants "jusqu'à ce que le problème puisse être résolu." Felix Manz demanda au conseil municipal de trouver une solution, qui, en fait, ne le fut jamais. Les anabaptistes furent persécuté et cinq d'entre eux, dont Felix Manz, furent noyés au milieu de la rivière Limmat, entre 1527 et 1532. Le dernier anabaptiste à être exécuté à Zurich fut Hans Landis, en 1614.

## L'établissement

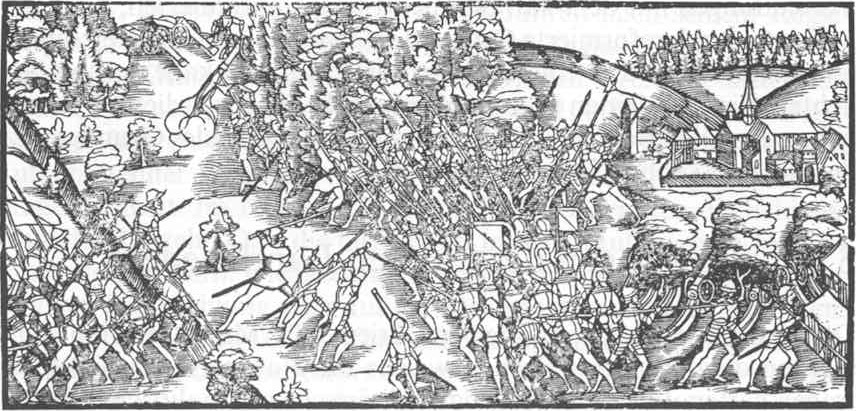
Les troupes de Zurich vaincues à la bataille de Kappel (gravure de 1548).

En 1531, lors de la défaite de Zurich pendant la deuxième guerre de Kappel, Zwingli et plusieurs de ses partisans furent tués, parmi lesquels d'anciens moines des monastères Kappel, Rheinau, et Rüti, et les premiers pasteurs réformés des paroisses de l'actuel canton de Zurich, entre autres ceux de l'Église de Rüti. À la suite de la Réforme, les abbayes avaient été converties en écoles publiques afin de former les élites protestantes, et c'est ainsi que la Réforme survécut. Peut-être plus important encore, la suppression des monastères avait permis de transférer les revenus de leurs énormes propriétés et bâtiments, principalement les impôts sur le revenu des fermiers, à l'Amt, une fonction administrative du gouvernement de la ville (Rat), ce qui a fourni la base financière qui a permis à la ville de prospérer malgré la perte de la première génération de réformateurs. Les gens les plus influents de la ville restèrent favorables à la Réforme ; parmi eux, les membres du conseil municipal, l'ancien clergé catholique, et les gens les plus fortunés et respectés par la population, tels l'éditeur Christoph Froschauer, ami proche de Zwingli, mais aussi la deuxième génération de réformateurs comme Heinrich Bullinger et Leo Jud.

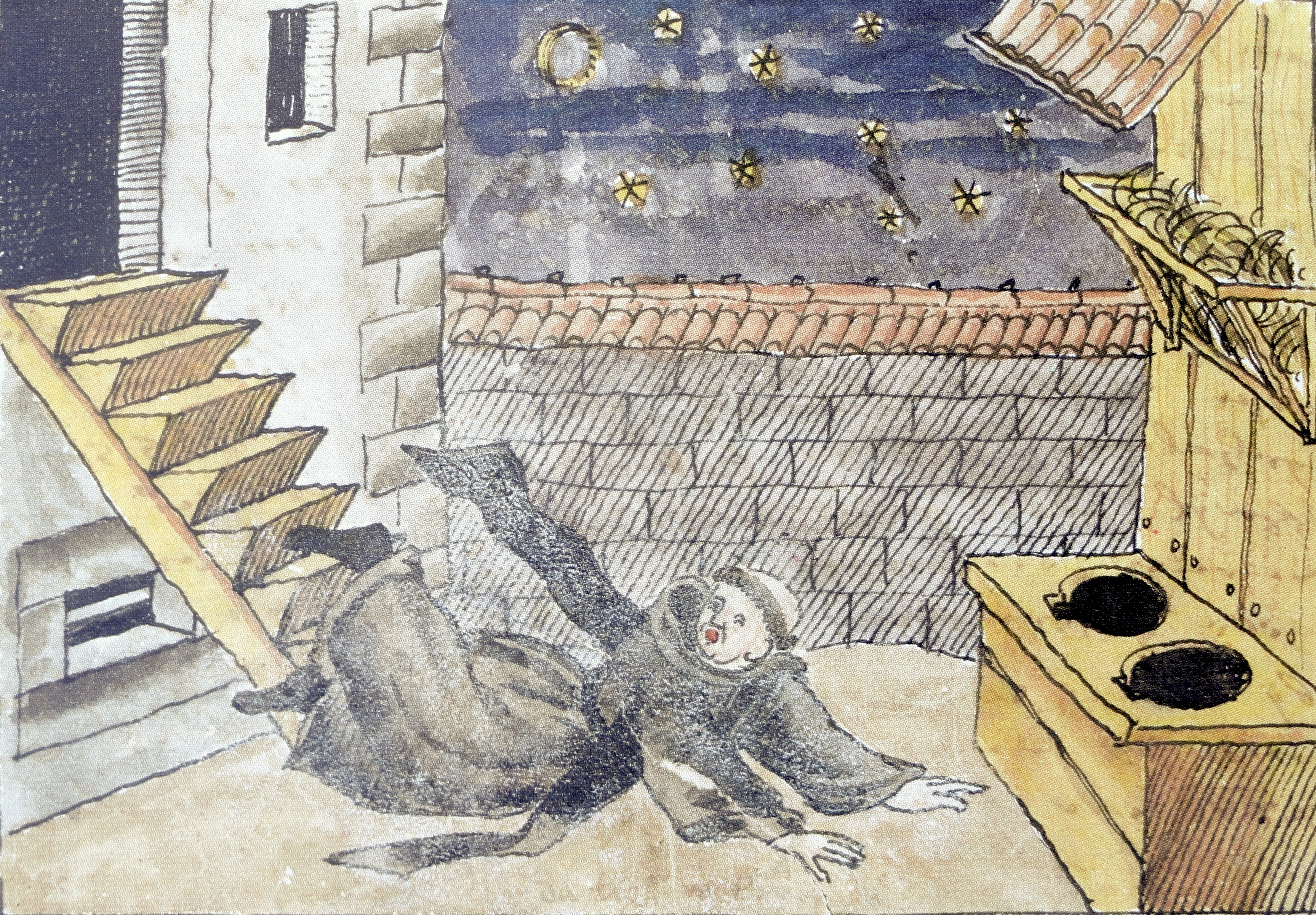
Sebastian Hegner, le dernier membre survivant du couvent de l'abbaye de Rüti, mourant à Rapperswil, le 10 novembre 1561.

Un acte du conseil de la ville de Zurich du  29 septembre 1523 a également lancé une école latine sous le nom de Prophezey ou Prophezei (littéralement "la Prophétie"]) dans un centre de formation pour les théologiens réformés. La première leçon a été  donnée le 19 juin 1525. En semaine, les conférences (Lezgen ou Lectiones, littéralement: leçons) étaient gratuites pour les personnes intéressées relevant de la république de Zurich.  par bien des érudits. Heinrich Bullinger's Schola Tigurina peut avoir influencé l'éducation dans beaucoup d'autres institutions début en 1559. Bullinger la Schola Tigurina, aujourd'hui le Carolinum, ont fusionné au cours du XVIIIe siècle à la faculté de théologie et de l'enseignement secondaire supérieur dans le Carolinum été. Le financement des présidents, respectivement professeurs d'été selon les bénéfices de la sécularisé canons de l'ancien Grossmünster prieuré. En plus des thèmes théologiques et de langues Classiques, en 1541, l'histoire naturelle département (Conrad Gessner) et en 1731, une science politique président (Johann Jakob Bodmer) a été créée, et en 1782, la chirurgie de l'institut de former des médecins. La Bible traduite par Zwingli en allemand, dite la Bible de Zurich  ou plus communément la Bible Froschauer, du nom de l'imprimeur Christoph Froschauer, parue en 1531, a continué à être révisée et utilisée jusqu'à nos jours.